# Kerstin Thiele
Kerstin Thiele (n. 26 august 1986, Riesa, Saxonia, Germania) este o sportivă germană, medaliată olimpică. A participat la o ediție a Jocurilor Olimpice (2012) în care a câștigat o medalie de argint.

## Participări
Lista de mai jos prezintă principalele competiții la care a participat Kerstin Thiele de-a lungul carierei.
- judo at the 2012 Summer Olympics – women's 70 kg[*]